# 토성에서 본 금성 일면통과
토성에서 본 금성의 태양면 통과 현상은 금성이 태양과 토성 사이를 정확하게 가로지를 때 일어난다. 그러나 토성의 관측자가 볼 때 금성은 태양면을 지나가는 매우 작은 점처럼 보일 것이다.
누구도 토성 또는 토성 근처의 위성에서 금성이 태양 앞을 지나가는 광경을 목격하지 못했고, 이 광경을 목격할 지구인은 당분간 나오지 않을 것이다. 가장 가까운 일자는 2012년 12월 21일이다.
토성은 인간이 발을 딛을 수 없는 기체로 이루어진 천체이기 때문에, 실질적으로 인류가 이 현상을 관측하려면 토성 주위를 도는 위성의 표면에 내려야 할 것이다. 여기서 토성과 위성의 위치는 다르기 때문에, 관측 시간은 미묘하게 차이가 날 것이다.
금성과 토성의 회합 주기는 229.494일이다. 이는 1/(1/P-1/Q) 공식을 이용하여 나온 값인데, 여기서 P는 금성의 항성년이며(224.695434일), Q는 토성의 공전 주기이다(10746.940일).
토성의 황도에 대한 금성의 궤도경사각은 2.06°로 이는 지구의 황도에 대한 금성의 값 3.39°보다 작다.
1894년 3월 21일에 있었던 금성 일면 통과는 특이한 사건이었는데, 다름 아니라 금성의 일면 통과가 있던 같은 날 수성도 태양면을 통과하는 것이 함께 관측되었기 때문이다. 그러나 둘이 동시에 태양면을 통과한 것은 아니고, 약간의 시간차를 두고 일면 통과가 이루어졌다.
2056년 12월 9일 역시 비슷한 현상이 발생할 것이다. 이 날 수성이 아슬아슬하게 태양면에서 어긋난 곳을 지나가고 나서 몇 시간 뒤 금성이 태양 원반을 가로지를 것이다.
| 토성에서 관측되는 금성 일면통과 시각표 | 토성에서 관측되는 금성 일면통과 시각표 |
| -------------------------------------- | -------------------------------------- |
| 1894년 3월 21일                        |                                        |
| 2012년 5월 6일                         |                                        |
| 2012년 12월 21일                       |                                        |
| 2028년 1월 14일                        |                                        |
| 2028년 8월 31일                        |                                        |
| 2056년 12월 9일                        |                                        |

## 같이 보기
- 통과 (천문학)

## 참고 문헌
- Albert Marth, Note on the Transit of Mercury over the Sun’s Disc, which takes place for Venus on 1894 March 21, and on the Transits of Venus and Mercury, which occur for Saturn’s System on the same day, Monthly Notices of the Royal Astronomical Society, 54 (1894), 172–174. 논문 질의 결과. (영어)